# Centauro 76/62 "Draco"
Il Centauro 76/62 "Draco", costruito dalla OTO Melara, è un sistema d’arma polivalente d'artiglieria ad alto rateo di fuoco, antiaereo e antimissile (capacità C-RAM: counter-rocket artillery mortar), impiegabile anche per il combattimento terrestre e la difesa costiera, che monta una torretta armata con il cannone 76/62 mm Super Rapido di derivazione navale. Concettualmente il discendente del semovente OTOMATIC, il veicolo è inteso come mezzo ad alta mobilità e rateo di fuoco. Viene impiegato lo scafo 8×8 progettato in precedenza per il Centauro ma la torretta può trovare alloggiamento su altri blindati 8×8 di classe analoga, sullo scafo Dardo o su altri IFV similari.

## Apparato Propulsivo
Con le sue 30 tonnellate di peso, il Draco necessita di un motore Iveco MTCA da 520 CV in grado di spingerlo ad una velocità massima di 100 km/h.

## Armamento
La scelta finale del cannone 76/62 mm è dovuta ad un lungo processo di analisi con lo scopo di individuare il sistema d'arma migliore per assolvere ai vari ruoli pensati per il veicolo, tenendo conto delle dimensioni dello stesso. In particolare è stata esclusa l'idea di equipaggiare il DRACO con un cannone da 105mm (o più) in quanto un tale calibro non garantisce l'elevata cadenza di fuoco richiesta dal progetto. Come risultato, tutte queste considerazioni, sommate alla grande esperienza della OTO Melara riguardo al 76/62 mm, principalmente in campo navale, hanno condotto alla scelta del presente sistema d'arma che garantisce al Draco, a seconda della minaccia da contrastare e del tipo di munizione utilizzata, ad una gittata variabile (con proiettili normali) dai 15.000 m per obbiettivi aerei , fino ai 20.000 m per bersagli terrestri o navali, fino a circa 40.000 m con munizioni guidate "Vulcano" nei confronti di bersagli terrestri o navali. Queste capacità sono uniche nel mondo dei sistemi antiaerei su ruote e possono essere raggiunte solo attraverso l'impiego congiunto di più sistemi d'arma diversi (artiglieria e missili) con un conseguente aumento della complessità e del costo.
Le soluzioni tecniche adottate per il Draco hanno quindi portato ad un sistema d'arma compatto con il cannone 76/62 mm capace di un rateo di fuoco elevato, tra gli 80 e i 100 colpi al minuto, dipendente dall'angolo di elevazione (da +75 a -10 gradi). La stabilizzazione del sistema si deve a due giroscopi per torretta e cannone.
La configurazione completa include un sistema di caricamento automatico a tamburo da 12 colpi, sorveglianza dell'ambiente circostante e tracciamento dei bersagli con vista panoramica mediante dispositivi elettronici e ottici, riconoscimento e identificazione delle minacce in modalità passiva e di un sistema radar sia per il tracciamento di bersagli che per la guida delle munizioni DART (rivoluzionario tipo di munizione radioguidata concepita per il 76 mm, sviluppata in funzione antimissile, in particolare nella sua versione navale).
La corazzatura è pensata per resistere ai proiettili dei più potenti cannoni portatili da oltre 20 mm, in quanto è capace di proteggere al massimo da proiettili calibro  30 mm  grazie a corazzature aggiuntive. È necessario considerare come il veicolo non venga impiegato in prima linea durante uno scontro, in quanto si preferisce sfruttare la sua lunga gittata.
Nella guerra corazzata il Draco è considerato come cacciacarri. Ciò che lo rende speciale è il fatto che, dove altri veicoli di questa categoria si affidano a potenti cannoni o missili guidati, il Draco va nella direzione opposta, preferendo un calibro ridotto in favore di una maggiore cadenza di tiro.